# Río Gorgol
El río Gorgol es un río africano que discurre por el sur de Mauritania. El río se forma por la confluencia de los ríos Gorgol Negro (de 194 km de longitud) y el Gorgol Blanco (de 345 km). El Gorgol se une al río Senegal en Kaédi.
La cuenca del río Gorgol ocupa unos 21.000 km². Los principales afluentes del Gorgol Negro y el Gorgol Blanco nacen en la zona montañosa del norte de la región de Assaba, a unos 600 m de altitud. El Gorgol Negro sigue la cadena montañosa Wa Wa (100-170 m de altitud) por su lado oriental, el Gorgol Negro sigue hacia el sur por el lado occidental. Ambos confluyen en el embalse de Foum Gleita, donde el Gorgol Negro aporta un caudal de 343 millones de m³ anuales, mientras que el Gorgol Blanco aporta unos 87 millones de m³. El embalse está situado a unos 100 km de la desembocadura del río en Kaédi.
El objetivo de la presa es controlar las inundaciones y proporcionar agua para regadío y potable para las poblaciones de los alrededores. El paisaje de ambas cuencas es un desierto rocoso aguas arriba del embalse. Las lluvias se dan únicamente en junio, julio y agosto, del orden de 250-300 mm anuales, y cada siete años suele haber una crecida importante que inunda gran parte de las tierras bajas. Han sido importantes las de 1994, 1999, 2007 y 2009.
La cuenca del río juega un importante papel en la economía de Mauritania facilitado por la inversión en la década de 1970. El gobierno de Mauritania inició un plan de desarrollo de riego por el valle del río Gorgol en 1975, el proyecto aumentaría las tierras de cultivo en más de 3.600 hectáreas (9.000 acres). Este proyecto iba a ser seguido por otras presas que en conjunto sumarían 30.000 hectáreas (74.100 acres) para la producción de alimentos.
En 2013 se pone en marcha un proyecto para llevar agua potable desde la presa de Foum Gleita a 200 localidades de los wilayas o provincias de Brakna, Gorgol y Assaba, con la instalación de una depuradora junto al embalse, en el monte Wawa.
Ese mismo año se pone en marcha un proyecto para el cultivo de 12.000 ha de caña azúcar por debajo del embalse de Foun Gleita que iría acompañado de la construcción de una refinería capaz de producir 160.000 t de azúcar blanco.